# Panzer 61
El Panzer 61 fue un tanque medio suizo de la Guerra Fría, el cual posteriormente fue re-clasificado como tanque de combate principal de segunda generación. El tanque pesaba 36,5 toneladas y era motorizado por un motor diésel de 630 hp, el cual le permitía alcanzar velocidades de 50 km/h. El armamento principal del Panzer 61 fue un cañón de 105 mm.

## Historia y desarrollo
Durante la primera mitad de la década de 1950 el Ejército Suizo intentó comprar tanques modernos para reforzar sus fuerzas armadas, lo cual les fue imposible debido al estallido de la Guerra de Corea. Como solución parche, el Ejército Suizo compró a Francia algunos tanques ligeros AMX-13 y decidió desarrollar un tanque medio nacional.
El primer prototipo y los vehículos de producción fueron designados Panzer 58. El primer prototipo Panzer 58 montaba un cañón suizo de 90 mm con ánima rayada, el segundo Panzer 58 fue equipado con un Ordnance QF 20 pounder británico y el tercer prototipo, junto con el modelo de producción, fueron equipados con un Royal Ordnance L7 de 105mm con ánima rayada. El Panzer 58 era bastante similar a un modelo de preproducción del mejorado Panzer 61, y en 1961 el parlamento suizo aprobó la producción de 150 unidades de este blindado. Los vehículos fueron entregados entre 1965 y 1967, siendo producidos en Thun por Eidgenoessische Konstruktionswerkstaette (hoy en día RUAG Land Systems).
Desde 1967 a 1994 (cuando el último batallón de Panzer 61 fue re-equipado con tanques más modernos), los Panzer 61 fueron mejorados y se les reacondicionó con tecnología del Panzer 68, su sucesor. Entre otras mejoras, en la versión AA9 del Panzer 61 el cañón automático de 20 mm fue reemplazado con una ametralladora coaxial de 7.5 mm.

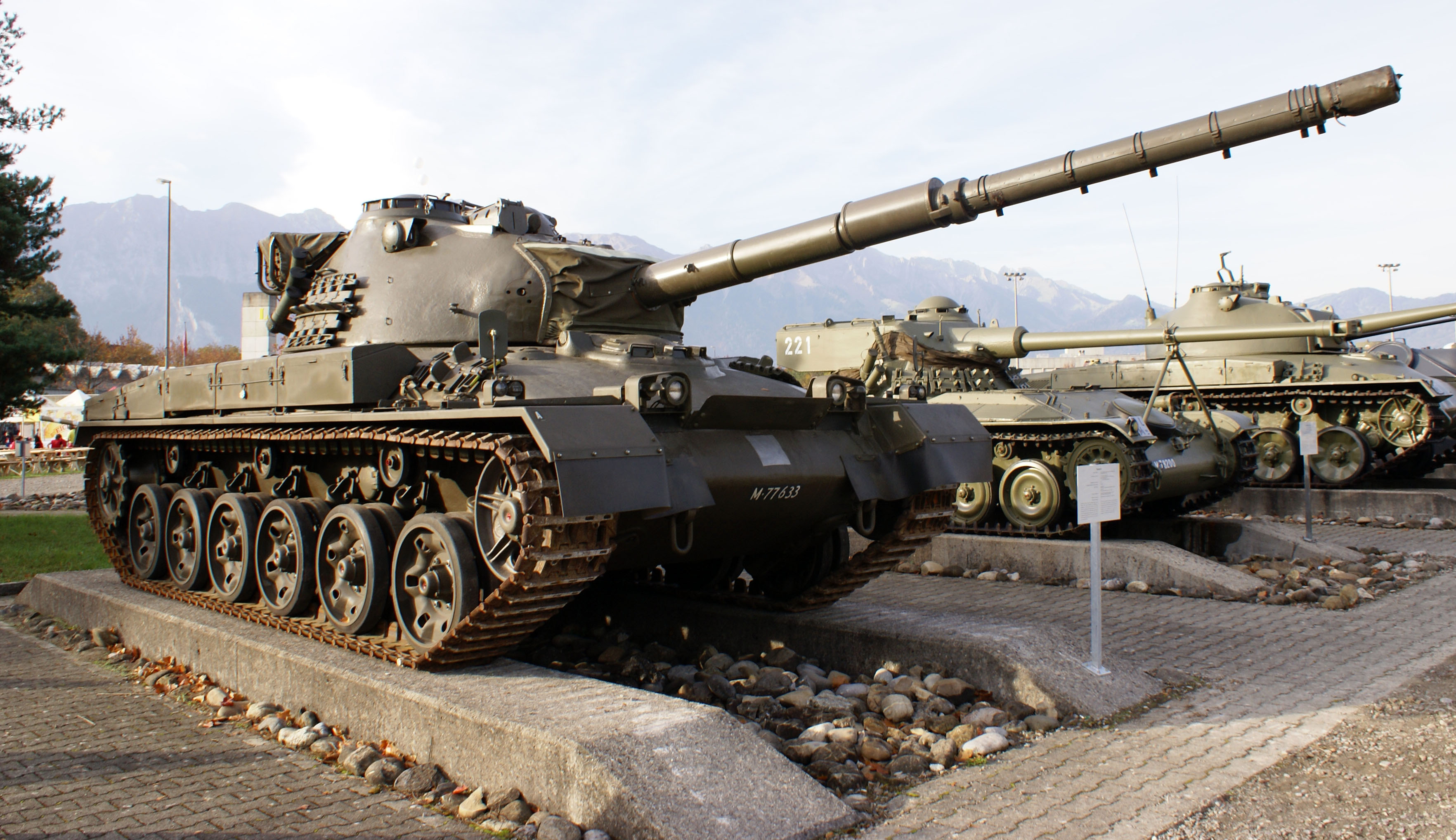
Panzer 61 en el Museo de Tanques de Thun, Suiza
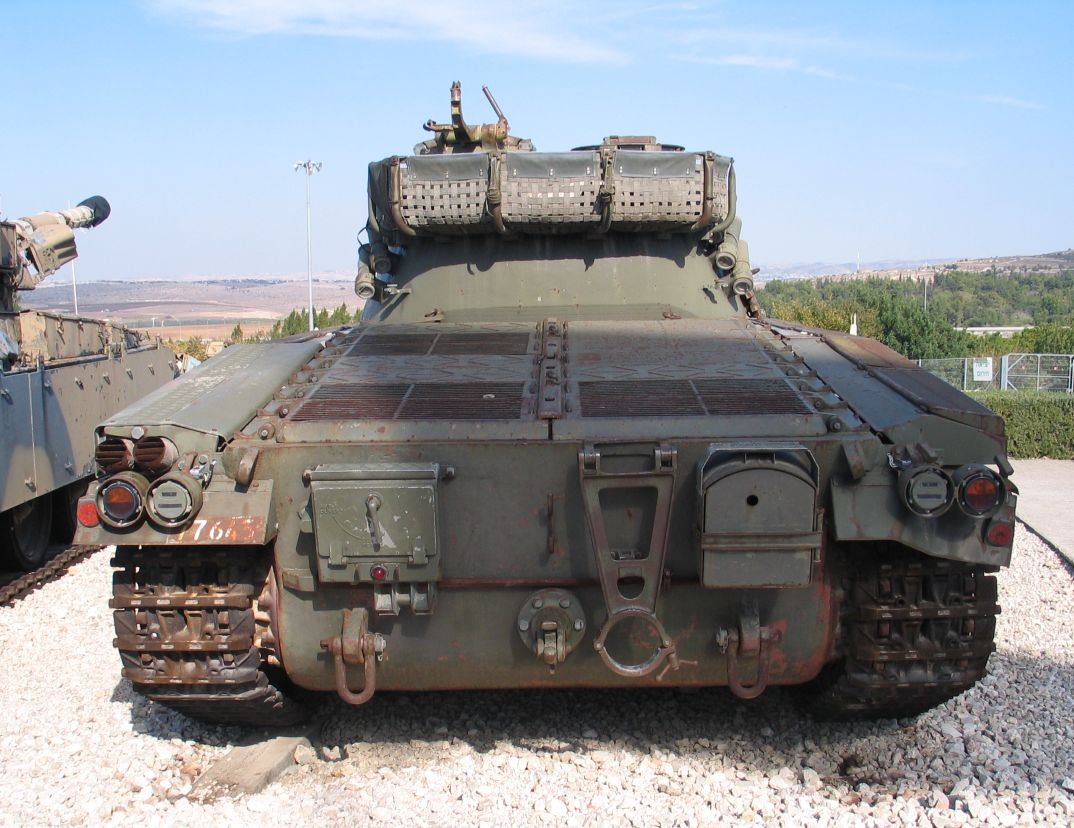
Panzer 61 en el Museo Yad La-Shiryon, Israel.

## Legado
El chasis formó la base del cañón autopropulsado Panzerkanone 68, el prototipo del vehículo de recuperación blindado Entpannungspanzer 65, y el prototipo inicial del Brückenlegepanzer 68. Las ruedas y las orugas del Panzer 61 también fueron utilizados en el Zielfahrzeug 68, un tanque para práctica de tiro.

## En la cultura popular
Dos Panzer 61 fueron "maquillados" para asemejarse al Panzer III, un tanque alemán de la Segunda Guerra Mundial, y fueron utilizados en la película Enemy at the Gates. 
Estas réplicas también aparecieron en All the Queen's Men y en Defiance.